# Воден часовник
Воден часовник е механизъм за измерване на времето чрез регулиране на потока (струята) на течност, обикновено вода. Нарича се още клепсидра – от гръцките думи κλέπτειν (клептeин – „да открадна“) + ὕδωρ (хидoр – „вода“). е вид часовник, който измерва времето чрез регулярен поток от течност, която влиза (тип приток ) или от (изходящ тип) контейнер. След това се измерва количеството течност, която влиза или излиза. В зависимост от това водните часовници могат да бъдат входящ или изходящ тип. 
Заедно със слънчевите часовници, водните са едни от най-древните. Не е известно къде и кога за първи път е изобретен водният часовник и отговорът е невъзможно да бъде сигурен. Изходящата клепсидра с формата на купа е най-простата форма на воден часовник и е известно, че е съществувала във Вавилон и Египет около 16 век пр. н. е. Водните часовници започват да се използват още по времето на древните Асирия, Вавилон и Гърция и употребата им продължава до 17 век. Други части на света, включително Индия и Китай, също имат доказателства за съществуването на най-ранните водни часовници, но най-ранната дата е несигурна. Някои обаче твърдят, че водни часовници са съществували в Китай още през 4000 г. пр. н. е.  
На дъното на цилиндричен или конусообразен съд се прави малък отвор, от който капка по капка изтича вода. Времето се мери в промеждутъци от време, за което водата изтича. Тя трябва да изтича бавно, равномерно и напълно.
Гърците и римляните са разработили проекти на водни часовници със системи за обратна връзка от изхода към във входа, зъбни колела и най-ранните механизми за освобождаване, които са били свързани със сложни автомати за подобряване на точността. По-нататъшно развитие се случва във Византия и особено в ислямския свят, където прецизните водни часовници включват сложни сегменти и шлифовъчни зъбни колела, водни колела и възможност за програмиране, преди най-накрая да бъдат донесени в Европа. Отделно китайците разработват свои собствени усъвършенствани водни часовници, съчетаващи зъбни колела, евакуационни механизми и водни колела, и изпращат идеите си в Корея и Япония.